# Дворник, Владимир Андреевич
Владимир Андреевич Дворник (бел. Уладзімір Андрэ́евіч Дво́рнік; род. 16 апреля 1963, Ровенская Слобода, Речицкий район, Гомельская область, Белорусская ССР, СССР) — белорусский политический деятель, заслуженный работник сельского хозяйства Республики Беларусь. Председатель Гомельского областного исполнительного комитета (2010—2019). Заместитель Премьер-министра Республики Беларусь (2019—2020).

## Биография
Окончил Витебскую государственную академию ветеринарной медицины по профессии ветеринарный врач. Является генерал-майором запаса и лауреатом премии Федерации профсоюзов Беларуси в области труда, науки и техники.
Работал трактористом колхоза имени Дзержинского Речицкого района Гомельской области, главным ветеринарным врачом колхоза «Восход» Наровлянского района Гомельской области, главным ветеринарным врачом, заместителем председателя колхоза «Дружба» Мозырского района, главным государственным ветеринарным врачом Мозырского района, директором республиканского унитарного предприятия «Совхоз-комбинат «Заря» Мозырского района. В 2009—2010 годах работал председателем Мозырского районного исполнительного комитета.
Избирался членом Совета Республики Национального собрания Республики Беларусь третьего и четвёртого созывов, а также депутатом Гомельского областного Совета депутатов 23-го, 24-го и 25-го созывов.
29 декабря 2010 года назначен председателем Гомельского облисполкома.
3 ноября 2011 года президент Республики Беларусь Александр Лукашенко присвоил звание генерал-майора Владимиру Дворнику.
5 июня 2014 года Лукашенко подписал распоряжение о предупреждении председателя Гомельского облисполкома Владимира Дворника о неполном служебном соответствии.
На президентских выборах 2015 года был доверенным лицом действующего президента Республики Беларусь Александра Лукашенко.
4 апреля 2019 года был освобождён от должности председателя Гомельского облисполкома и назначен на должность вице-премьером белорусского правительства. В правительстве Владимир Дворник курировал в том числе вопросы развития агропромышленного комплекса, лесного хозяйства, природных ресурсов и охраны окружающей среды. После роспуска правительства Сергея Румаса 3 июня 2020 года, был отправлен в отставку.

## Деятельность в должности председателя Гомельского облисполкома
В Гомельском областном исполнительном комитете возглавлял аттестационную комиссию при Гомельском областном исполнительном комитете комиссию по противодействию экстремизму и борьбе с терроризмом на территории Гомельской области, а также совет содействия привлечению инвестиций.
26 августа 2015 года на территории Гомеля сняты ограничения на реализацию алкогольных, слабоалкогольных напитков и пива, введенные в рамках локального эксперимента по ограничению доступности спиртного и акции «За здоровый образ жизни».
Во время аппаратного совещания председатель Гомельского облисполкома Владимир Дворник при обсуждении экономической ситуации в регионе отметил, что за год сразу на 30 % сократилась реализация крепких алкогольных напитков, при этом пить меньше не стали: «В область большими партиями завозят левый товар, в основном из России. Такую водку без документов обычно реализуют в сельских магазинах. Главная беда в том, что многие ответственные руководители на местах даже не замечают этого явления, по сути, смирились с положением дел. Научитесь анализировать рынок — научитесь и торговать. Спирт — важный источник доходов. Эту нишу нельзя упускать».  
Дворник был инициатором строительства скандально известных флагштока и общественного туалета в Гомеле. В 2017 году пенсионера, желавшего попасть на приём к Дворнику, жёстко задержали и отправили в психиатрическую больницу.

## Руководство «Мозырьсолью»
В апреле 2021 года Дворник был назначен генеральным директором ОАО «Мозырьсоль».
1 мая 2023 года уборщица «Мозырьсоли» записала видео в TikTok, где рассказала о непродлении контрактов её мужу и некоторым другим сотрудникам «Мозырьсоли» и раскритиковала Дворника за это решение. 11 мая женщину задержали силовики, после чего её уволили, а видео с критикой Дворника исчезло с её страницы. 16 мая бывшая сотрудница выложила новое видео, на этот раз с извинениями и похвалами в адрес Дворника.
Дворник ввёл на Мозырьсоли жёсткие меры против курильщиков. Один из уличённых в курении на заводе рабочих умер (по словам директора – из-за сердечной недостаточности) после угрозы Дворника не продлить ему контракт.

## Награды
- Орден Отечества III степени (30 июля 2016)[17],
- орден Почёта (21 декабря 2004)[18],
- Юбилейная медаль «65 лет Победы в Великой Отечественной войне 1941—1945 гг.»,
- Медаль «65 лет освобождения Республики Беларусь от немецко-фашистских захватчиков»,
- благодарность Президента Республики Беларусь,
- Почетная грамота Национального собрания Республики Беларусь,
- Почетная грамота Совета Министров Республики Беларусь,
- Орден святого преподобного Серафима Саровского III степени,
- Медаль «МПА СНГ. 25 лет» (27 марта 2017 года, Межпарламентская ассамблея СНГ) — за заслуги в деле развития и укрепления парламентаризма, за вклад в развитие и совершенствование правовых основ функционирования Содружества Независимых Государств, укрепление международных связей и межпарламентского сотрудничества[19].